# Felix Nylund
Felix Nylund, född 15 maj 1878 i Korpo, död 23 december 1940 i Grankulla, var en finlandssvensk skulptör och målare. Han var gift med konstnärinnan Fernanda Jacobsen och senare med musiklärarinnan Ella Amalia Lindelöf och far till keramikern och skulptören Gunnar Nylund. 

## Biografi
Felix Nylund studerade konst som elev till Victor Westerholm vid Åbo ritskola 1895–1898. Efter ritskolan fortsatte han sina konststudier vid Det Kongelige Danske Kunstakademi i Köpenhamn 1898–1901. Han studerade även sex år i Paris och ett år i Italien.
Nylund arbetade sig fram från en själfull klassicism mot en allt mera monumental stil i stram arkaisk-grekisk anda, som i hans mest kända verk bronsgruppen Tre smeder (1932) på Tresmedersplatsen i centrala Helsingfors.  Tre smeder är en av de mest kända och offentliga statyerna i Finland
Felix Nylund var med och grundade Finlands bildhuggarförbund år 1910, i ett försök att förbättra bildhuggarnas ställning. Från 1935 och fram till sin död 1940 var han lärare i skulptur vid Finska Konstföreningens skola.

## Verk i urval

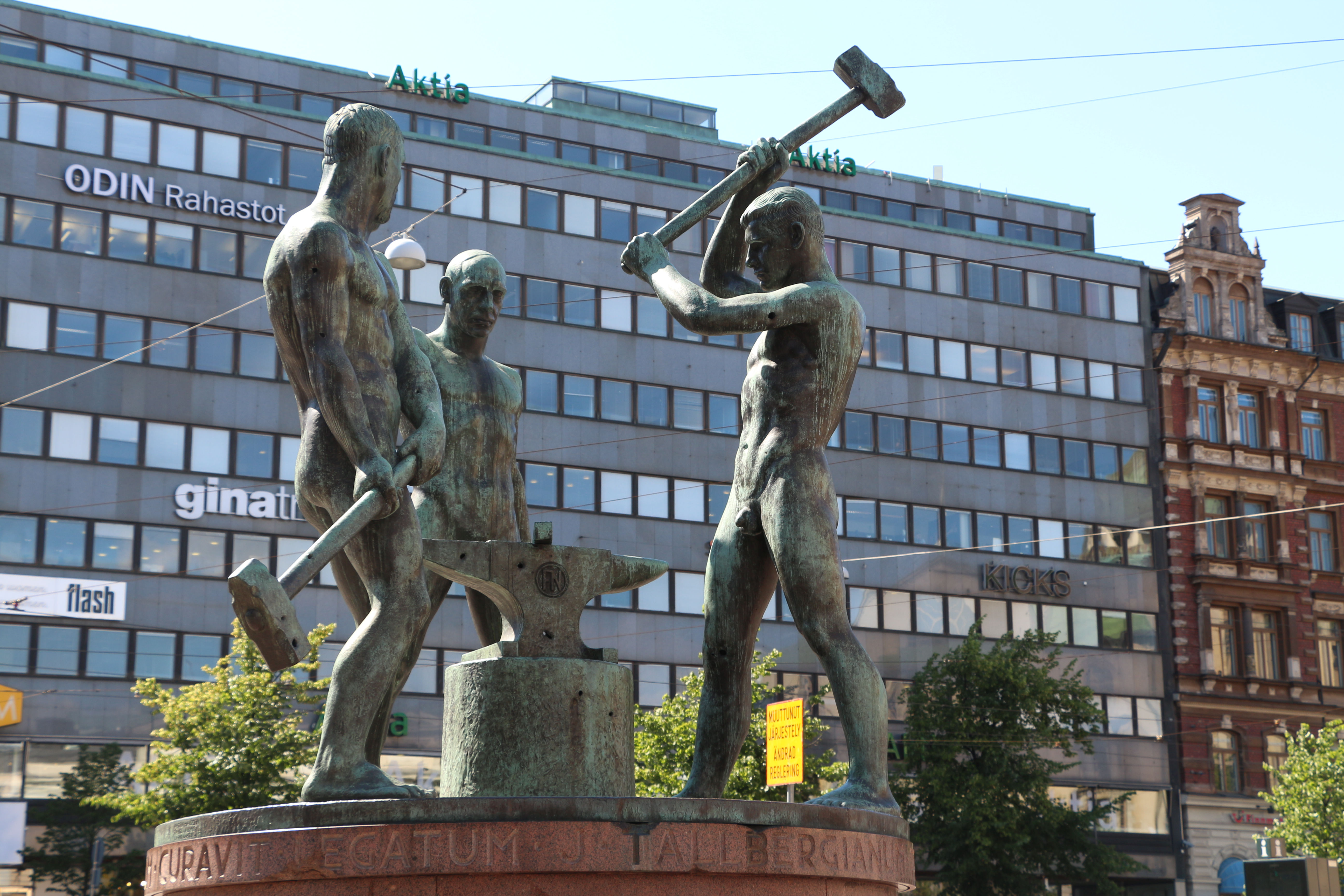
Statyn Tre smeder i Helsingfors.

- Grodan, modellerad 1910, slutförd av Gunnar Nylund, förvarad på Söderlångviks herrgård i Finland. Inköpt 1994 av Lomma kommun och placerad på torget i Lomma
- Modern och barnet, minnesmärke över G.A. Petrelius, Åbo (1914)
- Tre smeder, Helsingfors (1932)
- Ehrenström och Engel, Helsingfors (1941)
- Romarhuvud, Åbo museum
- Erwin, huvud på Ateneum i Helsingfors